# Regensburg-digital
| regensburg-digital | |
| Beschreibung:      | lokale Online-Zeitung |
| Gründung:          | 11. April 2008 |
| Erscheinungsort:   | Regensburg |
| Chefredakteur:     | Stefan Aigner |
| Zugriffe:          | 150.000–170.000/Monat |
| Motto              | „Journalismus ist, zu veröffentlichen, was jemand uns nicht wissen lassen möchte. Der Rest ist Propaganda.“ Horacio Verbitsky |
| Website:           | www.regensburg-digital.de |

Regensburg-digital (Eigenschreibweise regensburg-digital) ist eine im Frühjahr 2008 gegründete, unabhängige Online-Zeitung für Regensburg. Herausgeber Stefan Aigner beschreibt die Zeitung als „Unabhängig, Mutig, Unterfinanziert“.

## Inhalt
Die Onlinezeitung hat den Anspruch, „im Raum Regensburg die aufklärerische Aufgabe der öffentlichen Debatte zu stärken und damit die Qualität der Meinungsbildung zu steigern“. Sie spürt Skandale auf und beschränkt sich auf Geschichten, die in der lokalen Tageszeitung nicht vorkommen. „Das funktioniert, weil die Tageszeitung hier arschdröge ist,“ behauptete Aigner. Die einzige lokale Tageszeitung war damals die Mittelbayerische Zeitung, deren Verleger Peter Esser Vorsitzender der örtlichen Industrie- und Handelskammer war und 2013 zu einem der Vizepräsidenten des Deutschen Industrie- und Handelskammertag gewählt wurde. Von der Digitalzeitung werden in der Woche zwischen vier und zehn Artikel online gestellt. Herausgeber Stefan Aigner schreibt 80 Prozent der Artikel. „Im Prinzip machen wir Printjournalismus im Netz.“ Pressemitteilungen werden nicht unkommentiert abgedruckt. Die veröffentlichten Texte werden selbst recherchiert und geschrieben. Die Artikel haben unten eine Kommentarfunktion. Kommentare werden freigeschaltet außer bei persönlichen Beleidigungen, rassistischen oder rechtsextremen Meinungen.

## Prozesse
Die Onlinezeitung sah sich mit mehreren existenzbedrohenden Unterlassungsklagen konfrontiert. Die juristische Auseinandersetzungen mit dem Möbelhaus XXXLutz und der Diözese Regensburg endeten jeweils mit einem Erfolg für Aigner. Im Fall des Rüstungskonzern Diehl um die Bezeichnung „Streumunition“ für „SMArt 155“ gab es einen Vergleich: Aigner darf diese Art von Munition nicht mehr als „Streumunition“ bezeichnen und musste außerdem die Kosten für die einstweilige Verfügung und für seine Anwältin selbst bezahlen, Diehl übernahm die übrigen Verfahrenskosten.

## Rezeption
Die Onlinezeitung hatte am 25. November 2013 den Alexa-Rang 17.521 in Deutschland, im Januar 2018 den globalen Rang 1.520.982. Sie galt dem Onlineauftritt von Ver.di 2009 als etablierte Alternative in Regensburg und als vorbildliche Verkörperung kritischen Lokaljournalismus. regensburg-digital wird eigenen Angaben zufolge regelmäßig in überregionalen Medien zitiert.

## Finanzierung
40 Prozent der Erlöse sind Werbeeinnahmen. Social Payments mit flattr sind verschwindend gering. Es gibt vereinzelt Einzelspenden. Den Rest erbringt der „Verein zur Förderung der Meinungs- und Informationsvielfalt“. Die 150 bis 200 Mitglieder zahlen Beiträge zwischen 5 und 30 Euro, das sind durchschnittlich sieben Euro im Monat. Um die Werbung kümmert sich der Förderverein, die Anzeigenakquise ist ein „Vierteltagsjob“. Die Website hat Bannerwerbung. Auf Grund der engagierten Berichterstattung gebe es Firmen, die lieber keine Werbebanner veröffentlicht haben wollen. Anzeigen schaltet beispielsweise die Landtagsabgeordnete Margit Wild.
Den Mitarbeitern wird in der Regel Honorar bezahlt.